# Roeselia hemizona
Roeselia hemizona är en fjärilsart som beskrevs av George Francis Hampson 1911. Roeselia hemizona ingår i släktet Roeselia och familjen trågspinnare. Inga underarter finns listade.